# Papel de estraza

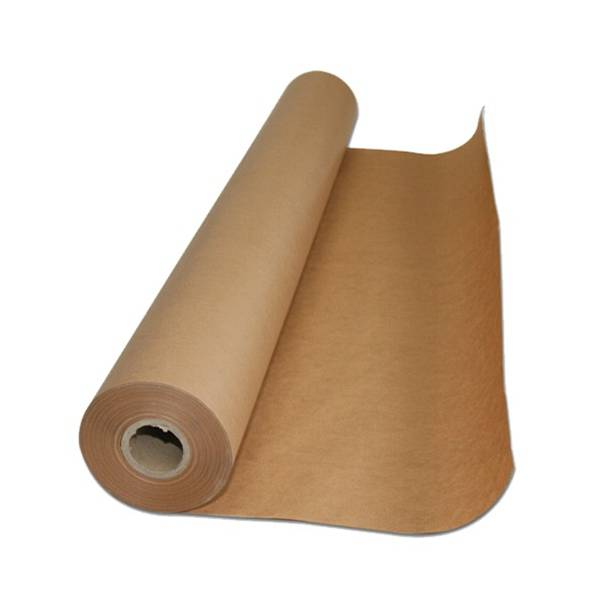
Bobina de papel kraft.

El papel de estraza (o papel madera) es un tipo de papel basto, áspero, grueso, sin cola y sin blanquear (por ende de color marrón). Como actualmente se produce con el método Kraft, también recibe este nombre: papel kraft.
Se fabrica con pasta química, sin blanquear y sometido a una cocción breve. Es muy resistente al desgarro, tracción y estallido.

## Usos cotidianos

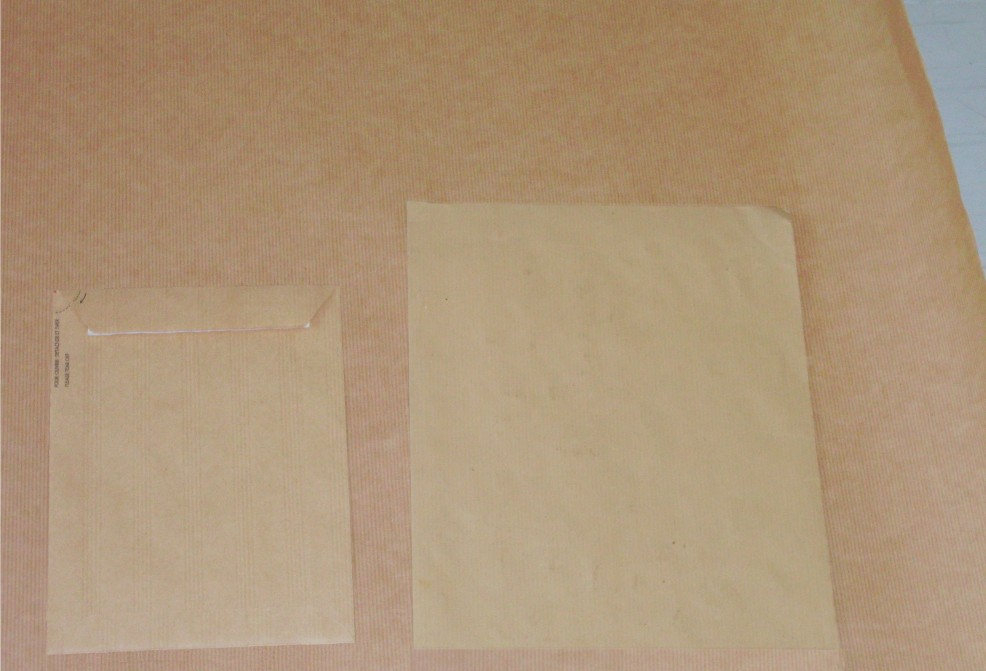
Papel de estraza usado para envolver regalos.

Se suele usar como envoltura para sacos o bolsas, paquetes, o para fabricar embalajes en general. En construcción se utiliza combinado con polietileno u oxiasfalto para formar barreras de vapor.
En México se puede encontrar para la envoltura de las tortillas en la mayoría de las tortillerías del país.
Debido a su fabricación con un tacto parecido al del plástico, también se usa para envolver alimentos de tienda (charcutería, carnicería, etc.).
Debido a su resistencia puede emplearse para empaquetar material destinado a ser esterilizado por medio de calor húmedo.
También se utiliza para hacer palomitas de maíz en el microondas.